# Herb Rakoniewic
Herb Rakoniewic – jeden z symboli miasta Rakoniewice i gminy Rakoniewice w postaci herbu.

## Wygląd i symbolika
Herb przedstawia w polu błękitnym ostrzew w słup z pięcioma sękami srebrny, przeszyty mieczem o takiejże głowni i złotej rękojeści w skos, ostrzem w dół.
Herb nawiązuje do herbu Nieczuja rodu Grzymułowskich – założycieli miasta.